# Pediobius strobilicola
Pediobius strobilicola är en stekelart som beskrevs av Peck 1985. Pediobius strobilicola ingår i släktet Pediobius och familjen finglanssteklar. Inga underarter finns listade i Catalogue of Life.